# Kopf einer Kore (NAMA 27)

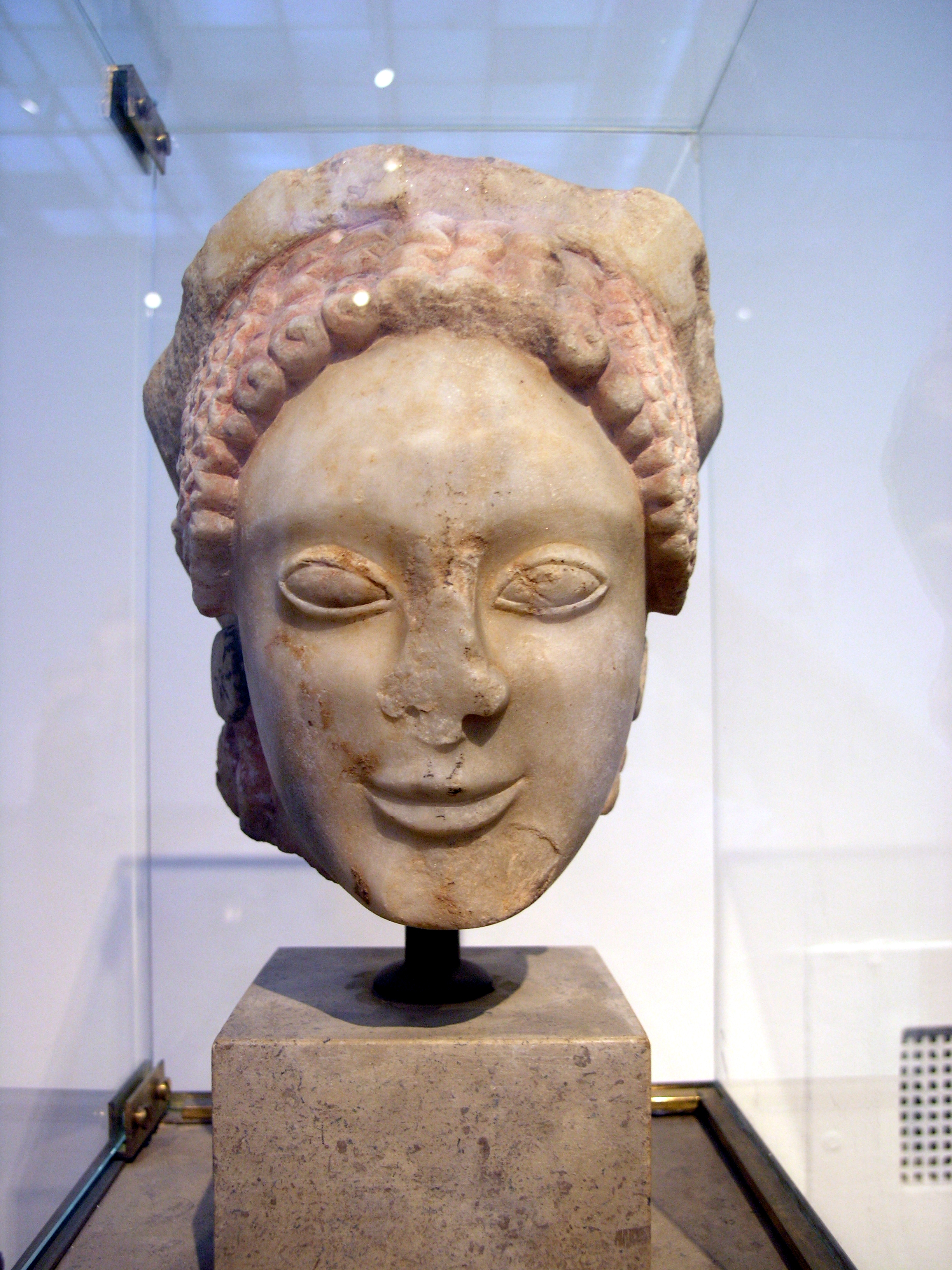
Der Kopf in der derzeitigen Aufstellung

Der Kopf einer Kore im Archäologischen Nationalmuseum Athen (NAMA) mit der Inventarnummer 27 ist der Rest einer archaischen Statue einer jungen Frau, die ins späte 6. Jahrhundert v. Chr. datiert wird.
Der Kopf weist einige Beschädigungen auf. Nase, Kiefer und der Kranz sind zum Teil stark beschädigt, auch andere Stellen, etwa die Ohren, weisen leichtere Bestoßungen auf. Das Haar verläuft über der Stirn in zwei Richtungen. Es ist zu einer kunstvoll gestalteten Frisur mit diversen Löckchen gearbeitet worden. Das restliche Haar fällt in langen Locken den Nacken hinab. Die Haut ist sehr glatt und vermittelt einen weichen Eindruck. Die geschlitzten Augen haben die übliche Mandelform, die Augenlider sind deutlich herausgearbeitet, der dünne Mund bildet das bekannte archaische Lächeln. In den Ohren stecken große Scheibenohrringe. Hier haben sich Reste von grüner Farbe zur Verzierung erhalten. Auch am Haar finden sich großflächig Reste rotbrauner Farbe.
Die Statue aus Pentelischem Marmor wurde gegen Ende des 6. vorchristlichen Jahrhunderts in einer attischen Werkstatt geschaffen. Der Kopf wurde 1882 in Eleusis gefunden. Er ist 19 Zentimeter hoch.